# Hanna Ryzhykova
Hanna Vasylivna Ryzhykova (en ucraniano: Ганна Василівна Рижикова, nacida Hanna Yaroshchuk, Dnipropetrovsk, URSS, 24 de noviembre de 1989) es una deportista ucraniana que compite en atletismo, especialista en las carreras de vallas y de relevos.
Participó en dos Juegos Olímpicos de Verano, obteniendo una medalla de bronce en Londres 2012, en la prueba de 4 × 400 m, y el quinto lugar en Tokio 2020, en los 400 m vallas.
Ganó cuatro medallas en el Campeonato Europeo de Atletismo entre los años 2012 y 2022.

## Palmarés internacional
| Juegos Olímpicos   | Juegos Olímpicos      | Juegos Olímpicos  | Juegos Olímpicos |
| Año                | Lugar                 | Medalla           | Prueba           |
| ------------------ | --------------------- | ----------------- | ---------------- |
| 2012               | Londres (Reino Unido) | Medalla de bronce | 4 × 400 m        |
| Campeonato Europeo |                       |                   |                  |
| Año                | Lugar                 | Medalla           | Prueba           |
| 2012               | Helsinki (Finlandia)  | Medalla de plata  | 400 m vallas     |
| 2014               | Zúrich (Suiza)        | Medalla de plata  | 4 × 400 m        |
| 2018               | Berlín (Alemania)     | Medalla de plata  | 400 m vallas     |
| 2022               | Múnich (Alemania)     | Medalla de bronce | 400 m vallas     |